# 志賀町
志賀町（日语：／ Shika machi */?）為位於日本石川縣北部的行政區劃，轄區位于能登半島西側，臨日本海，轄內有兩個主要聚落，分別是位於北部的富來及位於南部的高濱。
北陸電力集團在此設有志賀核能發電廠、志賀太陽能發電所和福浦風力發電所。

## 人口
| 志賀町人口分布圖 |                                               |  |
| 志賀町與日本全國年齡別人口分布比較圖 （2005年資料） | 志賀町的年齡、男女別人口分布圖 （2005年資料） |  |
| ■紫色是志賀町 ■綠色是全国 | ■藍色是男性 ■紅色是女性                       |  |
| 志賀町人口變化 \| 1970年 \| 31,323人 \| \| \| 1975年 \| 30,921人 \| \| \| 1980年 \| 30,636人 \| \| \| 1985年 \| 29,828人 \| \| \| 1990年 \| 28,782人 \| \| \| 1995年 \| 26,965人 \| \| \| 2000年 \| 25,396人 \| \| \| 2005年 \| 23,790人 \| \| \| 2010年 \| 22,216人 \| \| \| 2015年 \| 20,422人 \| \| \| 2020年 \| 18,630人 \| \| |                                               |  |
| 資料來源：日本總務省統計中心提供之人口普查數據 |                                               |  |
| 1970年 | 31,323人                                      |  |
| 1975年 | 30,921人                                      |  |
| 1980年 | 30,636人                                      |  |
| 1985年 | 29,828人                                      |  |
| 1990年 | 28,782人                                      |  |
| 1995年 | 26,965人                                      |  |
| 2000年 | 25,396人                                      |  |
| 2005年 | 23,790人                                      |  |
| 2010年 | 22,216人                                      |  |
| 2015年 | 20,422人                                      |  |
| 2020年 | 18,630人                                      |  |

## 歷史
本地大部分區域過去在令制國時代最初屬於越前國羽咋郡，718年隨著羽咋郡和鹿島郡被劃入新設立的能登國，雖然一度在742年又隨著能登國被併入越中國，不過757年恢復能登國後，就一直屬於能登國。
位於北部的福浦港在九世紀時曾是日本遣唐使的出發地，也是渤海遣日使的指定進入日本的港口。
15世紀時為能登畠山氏所控制，但畠山氏在16世紀中因家族內的紛爭而滅亡；16世紀戰國時代末期，織田信長在1581年平地此地後，本地開始隨著能登國成為前田氏的領地。17世紀江戶時代後大部分區域都成為前田氏加賀藩的領地，在江戶時代末期，有部分區域為幕府直屬的領地，不過也是委託加賀藩管理的預地。
位於南部的高濱在江戶時代開始成為日本行駛於日本海的航線北前船的港口之一，並因此而繁榮。
19世紀末明治維新後，原屬幕府的領地改由高山縣管理，1871年實施廢藩置縣後加賀藩的領地改隸屬金澤縣，不過同年的第一次府縣整併後，此地區被劃入新設立的七尾縣，但也僅半年過後，又被併回由原金澤縣更而成的石川縣。
1889年日本實施町村制，現在的志賀町轄區在當時分屬高濱町、中甘田村、下甘田村、志加浦村、堀松村、加茂村、東土田村、西土田村、上熊野村、熊野村、富來村、稗造村、東增穗村、西增穗村、西海村、西浦村、福浦村共17個行政區劃；在經歷1940年代至1970年代期間的合併後，位於北部的八個行政區劃被整併為富來町，位於南部的九個行政區劃則是整併為志賀町。
2000年代日本政府開始推動平成大合併，富來町與志賀町在2005年也完成合併，成為重新設立的志賀町。

### 變遷表
| 1889年4月1日 | 1889年 - 1912年 | 1912年 - 1944年            | 1945年 - 1954年            | 1955年 - 1989年            | 1955年 - 1989年            | 1989年 - 現在             | 現在                      |
| ------------ | --------------- | -------------------------- | -------------------------- | -------------------------- | -------------------------- | ------------------------- | ------------------------- |
| 熊野村       | 熊野村          | 熊野村                     | 1954年11月3日 合併為富來町 | 1954年11月3日 合併為富來町 | 1954年11月3日 合併為富來町 | 2005年9月1日 合併為志賀町 | 2005年9月1日 合併為志賀町 |
| 富來村       | 富來村          | 1919年9月1日 改制為富來町  | 1954年11月3日 合併為富來町 | 1954年11月3日 合併為富來町 | 1954年11月3日 合併為富來町 | 2005年9月1日 合併為志賀町 | 2005年9月1日 合併為志賀町 |
| 稗造村       |                 |                            | 1954年11月3日 合併為富來町 | 1954年11月3日 合併為富來町 | 1954年11月3日 合併為富來町 | 2005年9月1日 合併為志賀町 | 2005年9月1日 合併為志賀町 |
| 東增穗村     |                 |                            | 1954年11月3日 合併為富來町 | 1954年11月3日 合併為富來町 | 1954年11月3日 合併為富來町 | 2005年9月1日 合併為志賀町 | 2005年9月1日 合併為志賀町 |
| 西增穗村     |                 |                            | 1954年11月3日 合併為富來町 | 1954年11月3日 合併為富來町 | 1954年11月3日 合併為富來町 | 2005年9月1日 合併為志賀町 | 2005年9月1日 合併為志賀町 |
| 西海村       |                 |                            | 1954年11月3日 合併為富來町 | 1954年11月3日 合併為富來町 | 1954年11月3日 合併為富來町 | 2005年9月1日 合併為志賀町 | 2005年9月1日 合併為志賀町 |
| 西浦村       |                 |                            | 1954年11月3日 合併為富來町 | 1954年11月3日 合併為富來町 | 1954年11月3日 合併為富來町 | 2005年9月1日 合併為志賀町 | 2005年9月1日 合併為志賀町 |
| 福浦村       |                 |                            | 1954年11月3日 合併為富來町 | 1954年11月3日 合併為富來町 | 1954年11月3日 合併為富來町 | 2005年9月1日 合併為志賀町 | 2005年9月1日 合併為志賀町 |
| 高濱町       | 高濱町          | 高濱町                     | 高濱町                     | 1955年4月28日 合併為高濱町 | 1970年11月1日 合併為志賀町 | 2005年9月1日 合併為志賀町 | 2005年9月1日 合併為志賀町 |
| 中甘田村     |                 |                            |                            | 1955年4月28日 合併為高濱町 | 1970年11月1日 合併為志賀町 | 2005年9月1日 合併為志賀町 | 2005年9月1日 合併為志賀町 |
| 志加浦村     | 志加浦村        | 志加浦村                   | 1954年10月1日 合併為志賀町 | 1954年10月1日 合併為志賀町 | 1970年11月1日 合併為志賀町 | 2005年9月1日 合併為志賀町 | 2005年9月1日 合併為志賀町 |
| 堀松村       |                 |                            | 1954年10月1日 合併為志賀町 | 1954年10月1日 合併為志賀町 | 1970年11月1日 合併為志賀町 | 2005年9月1日 合併為志賀町 | 2005年9月1日 合併為志賀町 |
| 加茂村       |                 |                            | 1954年10月1日 合併為志賀町 | 1954年10月1日 合併為志賀町 | 1970年11月1日 合併為志賀町 | 2005年9月1日 合併為志賀町 | 2005年9月1日 合併為志賀町 |
| 東土田村     | 東土田村        | 1940年11月3日 合併為土田村 | 1954年10月1日 合併為志賀町 | 1954年10月1日 合併為志賀町 | 1970年11月1日 合併為志賀町 | 2005年9月1日 合併為志賀町 | 2005年9月1日 合併為志賀町 |
| 西土田村     |                 | 1940年11月3日 合併為土田村 | 1954年10月1日 合併為志賀町 | 1954年10月1日 合併為志賀町 | 1970年11月1日 合併為志賀町 | 2005年9月1日 合併為志賀町 | 2005年9月1日 合併為志賀町 |
| 上熊野村     |                 |                            | 1954年10月1日 合併為志賀町 | 1954年10月1日 合併為志賀町 | 1970年11月1日 合併為志賀町 | 2005年9月1日 合併為志賀町 | 2005年9月1日 合併為志賀町 |
| 下甘田村     | 下甘田村        | 下甘田村                   | 下甘田村                   | 1955年4月1日 併入志賀町    | 1970年11月1日 合併為志賀町 | 2005年9月1日 合併為志賀町 | 2005年9月1日 合併為志賀町 |

## 行政

### 歷任首長
| 屆               | 任               | 姓名             | 上任日期         | 卸任日期         | 備註                     |
| 第一代志賀町町長 | 第一代志賀町町長 | 第一代志賀町町長 | 第一代志賀町町長 | 第一代志賀町町長 | 第一代志賀町町長         |
| ---------------- | ---------------- | ---------------- | ---------------- | ---------------- | ------------------------ |
| 1                | 1                | 小泉久平         | 1954年11月10日   | 1958年11月9日    |                          |
| 2                | 2                | 尾崎利一         | 1958年11月10日   | 1962年11月9日    |                          |
| 3                | 2                | 尾崎利一         | 1962年11月10日   | 1966年11月9日    |                          |
| 4                | 2                | 尾崎利一         | 1966年11月10日   | 1970年10月31日   | 志賀町合併為第二代志賀町 |
| 第二代志賀町町長 |                  |                  |                  |                  |                          |
| 1                | 1                | 尾崎利一         | 1970年11月15日   | 1974年11月14日   | 原志賀町町長             |
| 2                | 2                | 野崎外雄         | 1974年11月15日   | 1978年11月14日   |                          |
| 3                | 2                | 野崎外雄         | 1978年11月15日   | 1982年11月14日   |                          |
| 4                | 2                | 野崎外雄         | 1982年11月15日   | 1986年11月14日   |                          |
| 5                | 2                | 野崎外雄         | 1986年11月15日   | 1990年11月14日   |                          |
| 6                | 3                | 細川義雄         | 1990年11月15日   | 1994年11月14日   |                          |
| 7                | 3                | 細川義雄         | 1994年11月15日   | 1998年11月14日   |                          |
| 8                | 3                | 細川義雄         | 1998年11月15日   | 2002年11月14日   |                          |
| 9                | 3                | 細川義雄         | 2002年11月15日   | 2005年8月31日    | 志賀町合併為第三代志賀町 |
| 第三代志賀町町長 |                  |                  |                  |                  |                          |
| 1                | 1                | 細川義雄         | 2005年9月25日    | 2009年9月24日    | 原志賀町町長             |
| 2                | 2                | 小泉勝           | 2009年9月25日    | 2013年9月24日    | 於選舉中擊敗原任町長當選 |
| 3                | 2                | 小泉勝           | 2013年9月25日    | 2017年9月24日    |                          |
| 4                | 2                | 小泉勝           | 2017年9月25日    | 現任             |                          |
| 參考資料：       |                  |                  |                  |                  |                          |

## 交通
目前轄內沒有鐵路通過，距離最近的鐵路車站是西日本旅客鐵道七尾線位於羽咋市的羽咋車站，自羽咋車站搭乘北陸鐵道集團旗下北鐵能登巴士的客運路線至町內主要市區約需三十分鐘；若是自金澤市搭乘北陸鐵道的城際高速巴士富來急行線，約可在一個半小時抵達町內。
過去北陸鐵道曾有鐵路能登線可直接自羽咋車站轉乘至現在町內南部的高濱地區，這條鐵路最初是計畫一直往北通到現在的輪島市，不過由於資金不足最終只通到高濱與富來之間；而北陸鐵道能登線最終已在1972年停止營運。
公路方面自金澤市經快速道路能登里山海道約可在五十分鐘抵達町內南部的市，國道249號和縣道36號志賀富來線則是連結町內北部傅萊地區和南部高濱地區的主要公路，在町內也有志賀町社區巴士可連結町內各主要聚落；距離町內最近的機場位於能登半島北部的能登機場，不過自能登機場沒有大眾運輸工具可直接至町內，且能登機場目前每天僅兩班定期往返東京羽田機場的航班。

### 公路
快速道路
- 能登里山海道：（羽咋市） - 西山交流道（日语：西山インターチェンジ (石川県)） - 西山休息區 - 德田大津系統交流道（日语：徳田大津ジャンクション） - 德田大津交流道 - （七尾市）

## 觀光資源

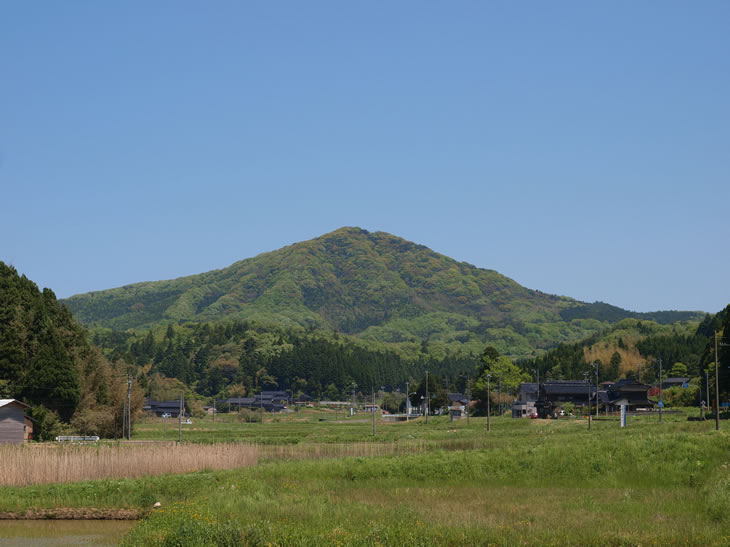
能登富士

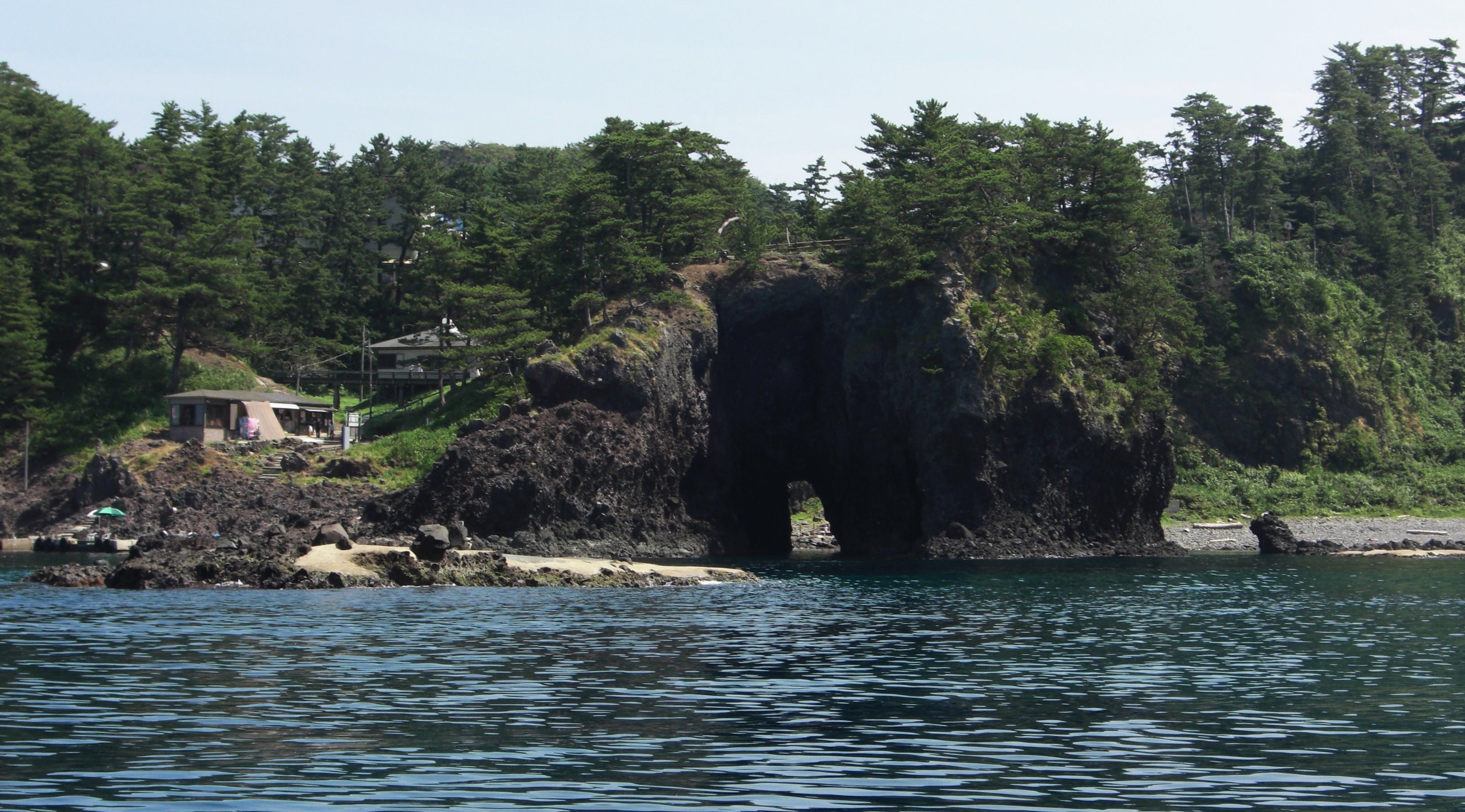
自海上看到的能登金剛嚴門

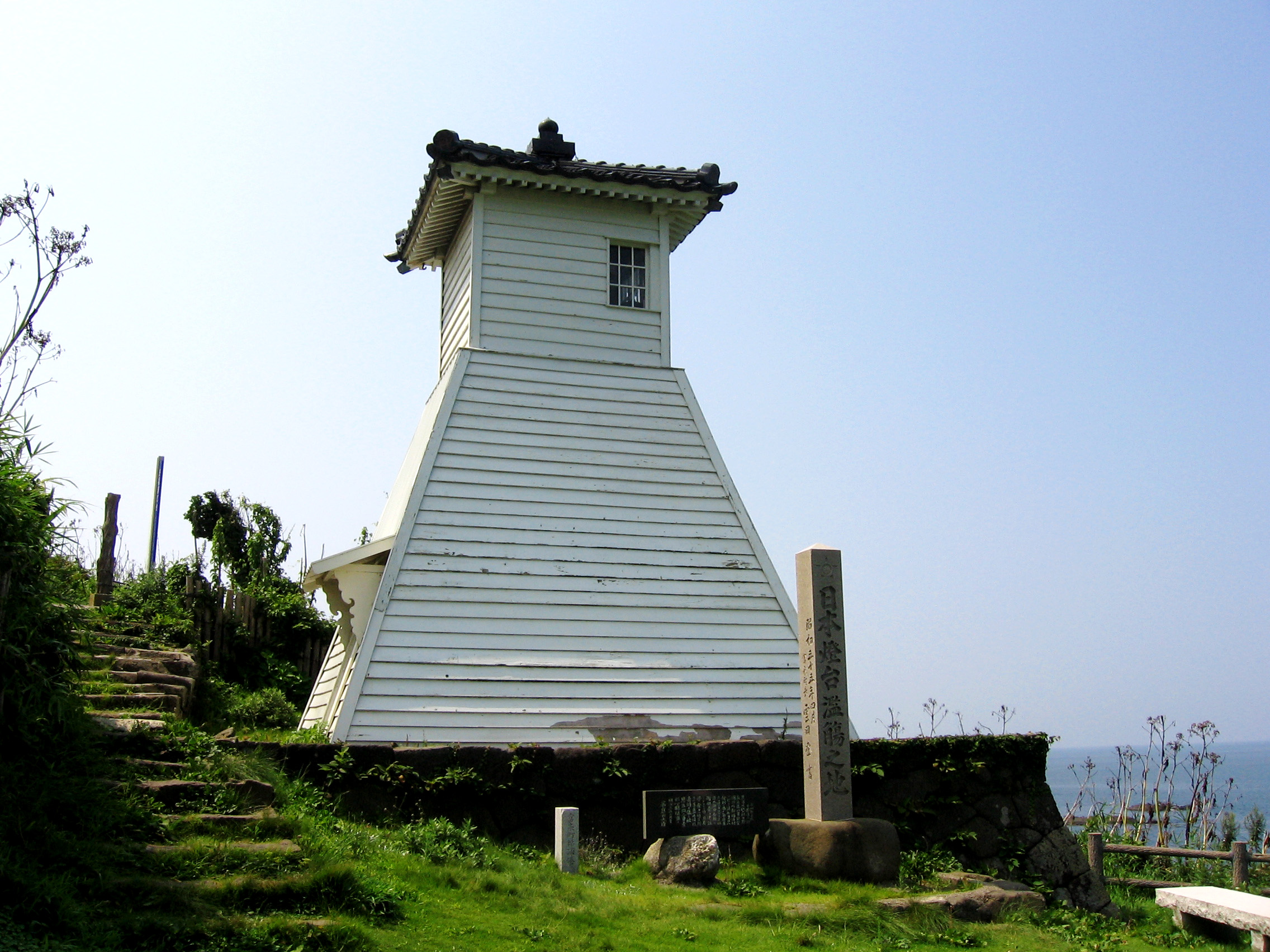
舊福浦燈塔

位於北部與輪島市之間的高爪山也被稱為「能登富士」，由於在四周及海上可直接看到整座高爪山，因此過去也成為周邊區域的信仰對象，在山上也建有高爪神社。
在沿海區域有段長達三十公里長被總稱為能登金剛的區域，分布有各種海蝕岩、斷崖景觀，已被劃入能登半島國定公園，也是能登半島的代表性景觀，其中著名的景點包括嚴門、機具岩、關野鼻、增穗浦、YASE斷崖，也有業者經營遊覽船讓觀光客可從海上觀賞這些景觀。
現在在福浦港的舊福浦燈塔為建於1876年的西式木造燈塔，雖然燈塔的功能在1952年已經被福浦燈塔取代，但由於是全日本現存最古老的木造燈塔，現在已被列為石川縣指定史蹟。

## 姊妹、友好城市

### 日本
- 高濱町（福井縣）
在17世紀時，曾有來自若狹國大飯郡高濱村的漁民移民至現在町內的高濱地區，兩地因此在1990年締結為姊妹都市。[18][19]

## 外部連結
- （日語） 志賀町觀光指引 （页面存档备份，存于）
- （日語） 志賀町觀光協會的Facebook專頁
- （日語） 志賀町觀光協會的X（前Twitter）